# Amicite
La amicite è un minerale che si può trovare in natura e la sua formula è K2Na2Al4Si4O16 · 5H2O.